# Sint-Huibrechts-Lille
Sint-Huibrechts-Lille is een dorp in de Belgische provincie Limburg en een deelgemeente van Pelt, het was een zelfstandige gemeente tot aan de gemeentelijke herindeling van 1977. De deelgemeente grenst aan Bocholt, Peer en Hamont-Achel. De laatste burgemeester van Sint-Huibrechts-Lille was Jan Vandervelden.
Het kanaal Bocholt-Herentals snijdt het dorp in twee.

## Toponymie
De oudste schrijfwijze van de plaats is Lille (1257), terwijl het voorvoegsel Sint-Huibrechts- eerst sedert ongeveer 1600 gebruikelijk werd.
Lille is de oudste benaming en afgeleid van "linde" en "lo" (bos), dan wel van lille (moeras). Het voorvoegsel Sint-Huibrechts is afkomstig van de heilige Sint Hubertus, voor wie hier een devotie bestond. Sint-Huibrechts-Lille wordt vaak kortweg Lille genoemd, hoewel dit verwarring met het nabijgelegen Kaulille kan oproepen.

## Geschiedenis
In de omgeving werden sporen gevonden uit de prehistorische en de Romeinse tijd. De oude weg van Tongeren over Bilzen naar het noorden liep over het grondgebied.
Reeds vóór het jaar 800 was er sprake van bezittingen van het klooster, later Kapittel van Sint-Servaas te Maastricht. Deze bezittingen betroffen Lille, Achel en Hamont. Mogelijk kwam dit bezit voort uit schenkingen van de Heilige Hubertus. Het kapittel stelde een voogd aan, die zich echter meer en meer rechten toe-eigende. In 1254 kwam een voorgdijreglement tot stand om het conflict tussen de voogd, Willem I van Boxtel, Heer van Grevenbroek, en de abdij. In 1338 verkocht het kapittel haar bezittingen in dit gebied aan Willem III van Boxtel, afgezien van het patronaatsrecht van de kerken te Achel en Lille.
Omstreeks 1400 vond er een grensconflict plaats met Neerpelt over de Grote Heide, die sindsdien ook wel Krekelheide (van: krakelen, twisten) wordt genoemd. Dit conflict escaleerde in een oorlogje tussen de heer van Grevenbroek en Jan van Beieren, toenmalig prins-bisschop van Luik. Lille en Achel werden platgebrand, en op 21 mei 1401 werd Grevenbroek, waaronder Lille, bij het Prinsbisdom ingelijfd. De plunderende troepen van Jan van Weert leidden in 1636 tot een pestepidemie.
Tijdens de Tachtigjarige Oorlog werd, vermoedelijk in 1638, de Lilse Schans aangelegd, waar de burgers toevlucht konden zoeken als ze bedreigd werden door rondtrekkende troepen. De schans werd waarschijnlijk door de Warmbeek gevoed.
Op 28 januari 1641 waren het Hessische ruiters die het dorp overvielen en een aantal huizen in brand staken. Op 12 april 1651 waren het de troepen van Karel IV van Lotharingen, die huishielden. Zij staken de kerktoren, waarin veel inwoners zich schuilhielden, in brand, waarop een aantal mensen uit te toren sprongen en te pletter vielen.
In de jaren daarop waren er regelmatig uitbraken van besmettelijke ziekten, en ook had het dorp met regelmaat te lijden onder inkwartieringen. Van 11 tot 19 september 1944 lag Lille in de frontlinie tussen Duitsers en Engelsen, waarbij de eersten op 14 en 15 september de kerktoren beschoten en beschadigden. De strijd om de overtocht van het Kanaal Bocholt-Herentals, ten noorden van het dorp, speelde hierbij een belangrijke rol. Op 19 september was geheel Lille door de Engelsen bevrijd.
In 1895 werd een klooster gebouwd, waar de Dominicanessen van Onze-Lieve-Vrouw van de Rozenkrans te Lubbeek zich in vestigden. De zusters verzorgden het onderwijs voor meisjes.

## Demografische ontwikkeling
- Bronnen:NIS, Opm:1831 tot en met 1970=volkstellingen; 1976 = inwoneraantal op 31 december

## Economie
Vanouds was Sint-Huibrechts-Lille een arm landbouwdorp. Op de schrale zandgronden werd rogge, haver, boekweit en aardappelen geteeld, en daarnaast, tot einde 19e eeuw, ook vlas, koolzaad en raapzaad. Tegenwoordig wordt de landbouw door de snijmaisteelt gedomineerd. De melkvee- en varkenshouderij nam toe en verdrong de landbouwgewassen.
Van de 16e tot en met de 19e eeuw waren ook diverse inwoners actief in de teutenhandel. Het betrof koper- en textielteuten, diersnijders, en handelaars in klaverzaad. In de 19e eeuw waren het vaak zogenaamde schupteuten: trekarbeiders die met de schup (spade) hun brood verdienden. Bekende teutenfamilies waren: Ceelen, Kerkhofs, Klok, Linders, Reyners, Van de Weijer en Dries.
Er waren enkele brouwerijen actief, zoals Brouwerij de Drie Koningen, en de brouwerij in huis De Zwaan. Van belang was de jeneverstokerij De Heidebloem, actief van eind 19e eeuw tot 1907, maar toen verdween omdat het Kanaal Bocholt-Herentals werd verbreed. Van 1844-1920 was er een leerlooierij. De andere leerlooierij opgericht in 1877 en  eigendom van de familie Klok, werd in 1924, door de toenmalige burgemeester Pieter Klok omgevormd tot 'Graanhandel, meststoffen en steenkolen Klok & Bleukx'. Van belang was verder een wasblekerij, opgezet in 1888 door Theodoor Spaas, zoon van de oprichter van de Hamontse kaarsenfabriek, Hendrik Jan Spaas. De blekerij verhuisde in 1901 naar Hamont.
Ongeveer 1890 was er sprake van een mattenvlechterij annex tapijtfabriek, terwijl van 1919-1960 een klompenmakerij annex houtzagerij, Van den Akker-Linders, actief was. Vanaf 1960 was dit enkel nog een houtzagerij, die zich verder uitbreidde en in 1975 de firma Lavalith overnam, welke poreuze lavakorrels vervaardigt. De firma bestaat nog steeds. Van 1919-1929 was er een meelfabriek ("vuurmolen") actief nabij Quatre Bras. De Samenwerkende melkerij Sint-Isodorus stichtte in 1892 een stoommelkerij en zuivelfabriek, welke tot begin jaren 70 van de 20e eeuw bleef voortbestaan.
Tegenwoordig wonen in Sint-Huibrechts-Lille veel forenzen, die in nabijgelegen bedrijven werkzaam zijn.

## Bezienswaardigheden
- De windmolen van Sint-Huibrechts-Lille, De Lilse Meulen, is een beschermd monument.
- De Sint-Monulphus en Gondulphuskerk, genoemd naar de patroonheiligen Monulphus en Gondulphus. Het is een neogotische kerk uit 1912, voorzien van een gotische toren uit de 16e eeuw.
- Een aantal teutenhuizen, vooral te vinden aan de straat Lille Dorp
- Het oude magazijn van de Jeneverstokerij van 1890, gelegen kanaalstraat 17, herkenbaar aan dakpannen met de tekst "De Jeneverstoker". Nu in gebruik als woonhuis.
- Het oude gemeentenhuis, gelegen bij het dorpsplein. In 1861 gebouwd als Teutenhuis Linders.
- Het Heemkundig archeologisch museum Sint-Huibrechts-Lille, in het oude gemeentehuis.
- Herberg "de Kompen". De legende vertelt dat de Heiligen Monulfus & Gondulfus tijdens het bekeringswerk hier botermelk kwamen drinken. Dit wijst er op dat het hier gaat om een zeer oud pand.
- De Broekkantmolen, een watermolen, gelegen aan Geuskens 58, op de Warmbeek.

## Natuur en landschap
Sint-Huibrechts-Lille ligt in de Lage Kempen, op ongeveer 45 m hoogte. De belangrijkste waterlopen zijn de Warmbeek in het oosten en de Dommel in het westen. Direct ten noorden van de dorpskom ligt het Kanaal Bocholt-Herentals.
De belangrijkste natuurgebieden zijn het Kolisbos in het zuiden, gelegen op droge zandgrond, en de Warmbeekvallei in het noordoosten, bestaande uit beemden en moerassen.

## Folklore
De Sint-Hubertusviering is tegenwoordig een jaarlijkse traditie in Lille. De mis wordt in openlucht gevierd en iedereen is welkom om honden en paarden mee te nemen naar de mis, waarbij er dan ook een zegening van de huisdieren plaatsvindt.

## Bekende personen
- Emiel Stalmans O. Praem, abt van de Abdij van Tongerlo
- Belle Pérez heeft haar woning in Sint-Huibrechts-Lille.
- Benny Bax ( De smaakpolitie)

## Foto's

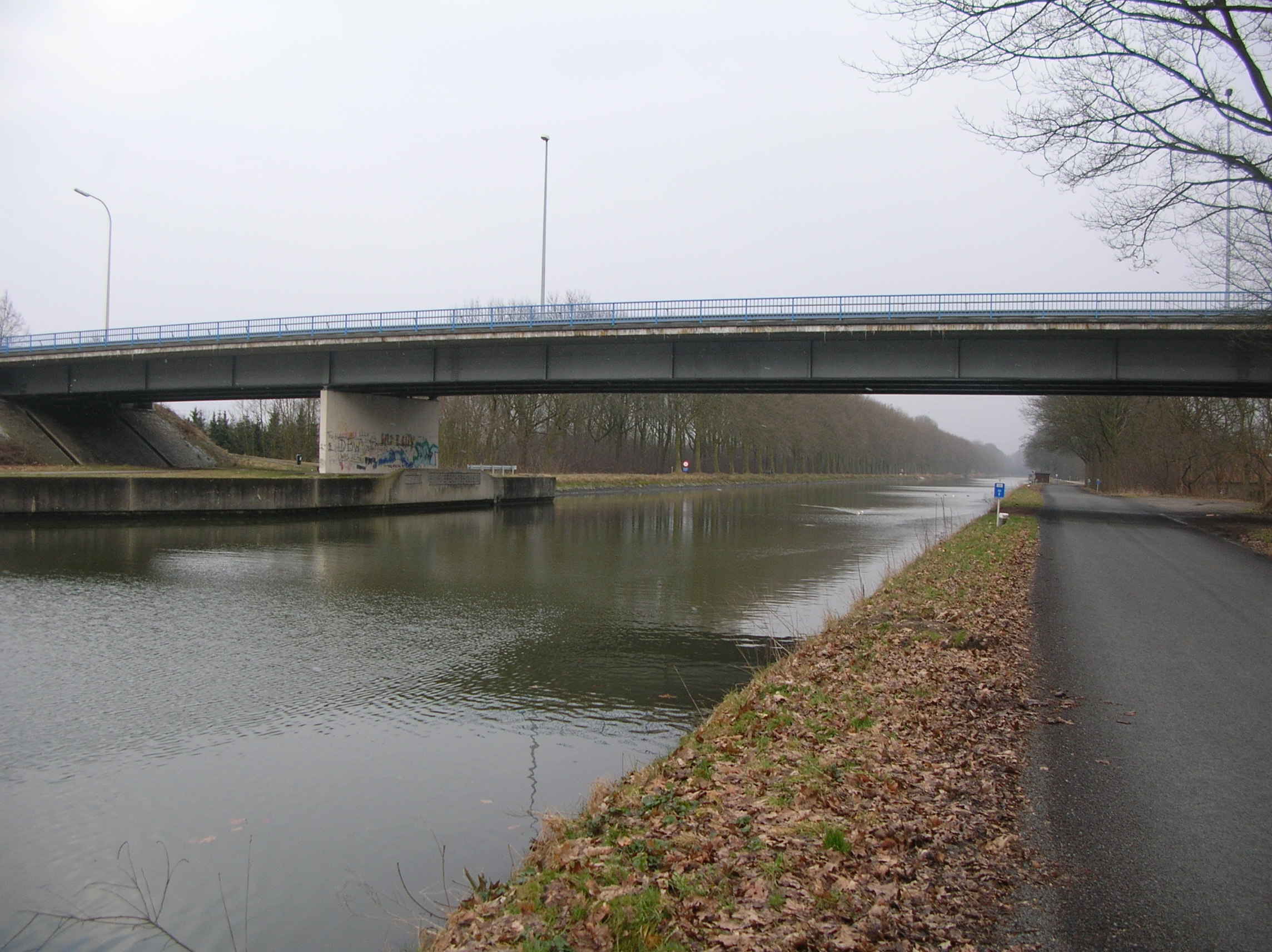
Brug over het Bocholt-Herentals kanaal (in Sint-Huibrechts-Lille)
Foto genomen op de brug van Sint-Huibrechts-Lille (richting Bocholt)
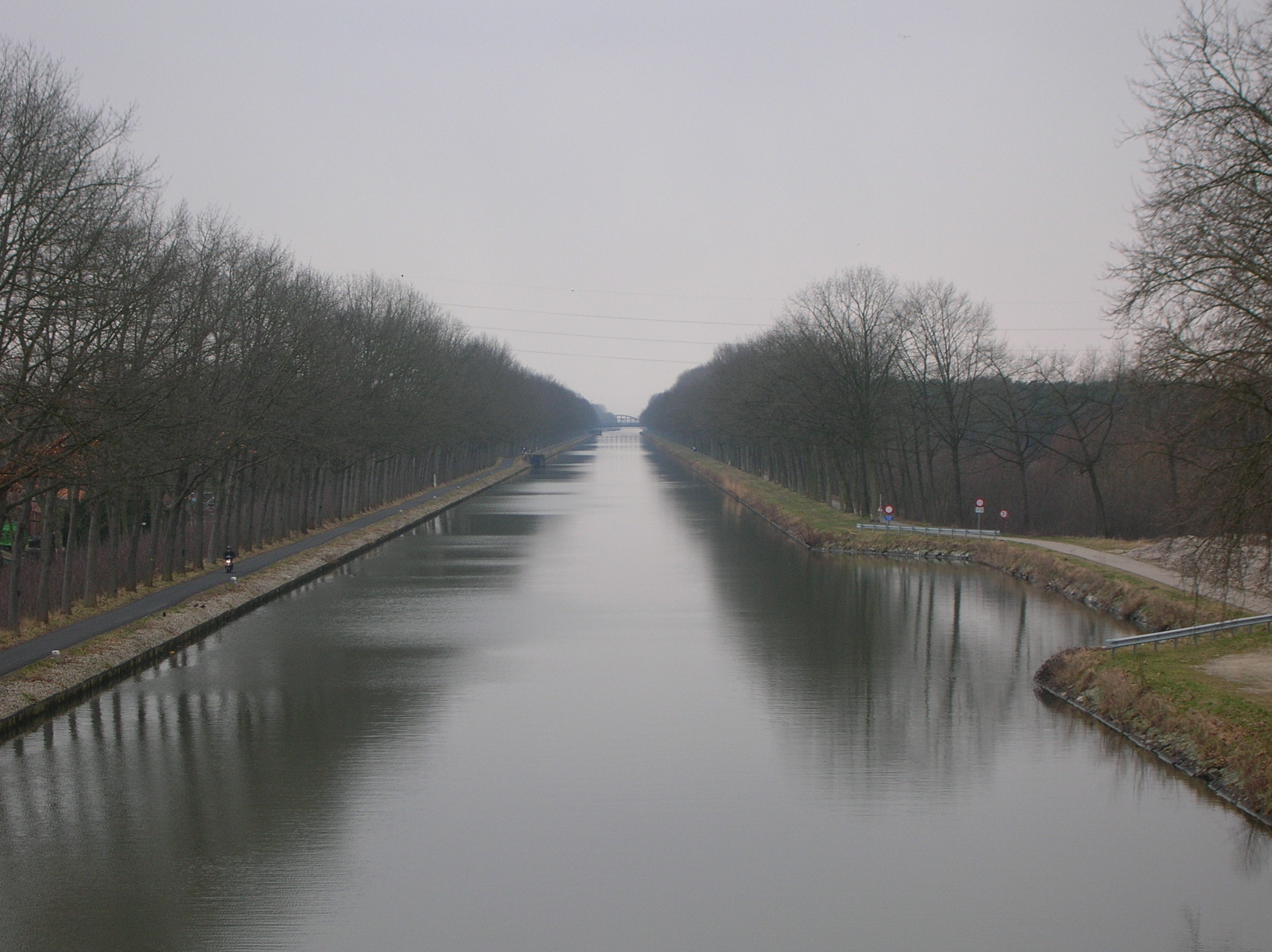
Foto genomen op de brug van Sint-Huibrechts-Lille (richting Herentals)

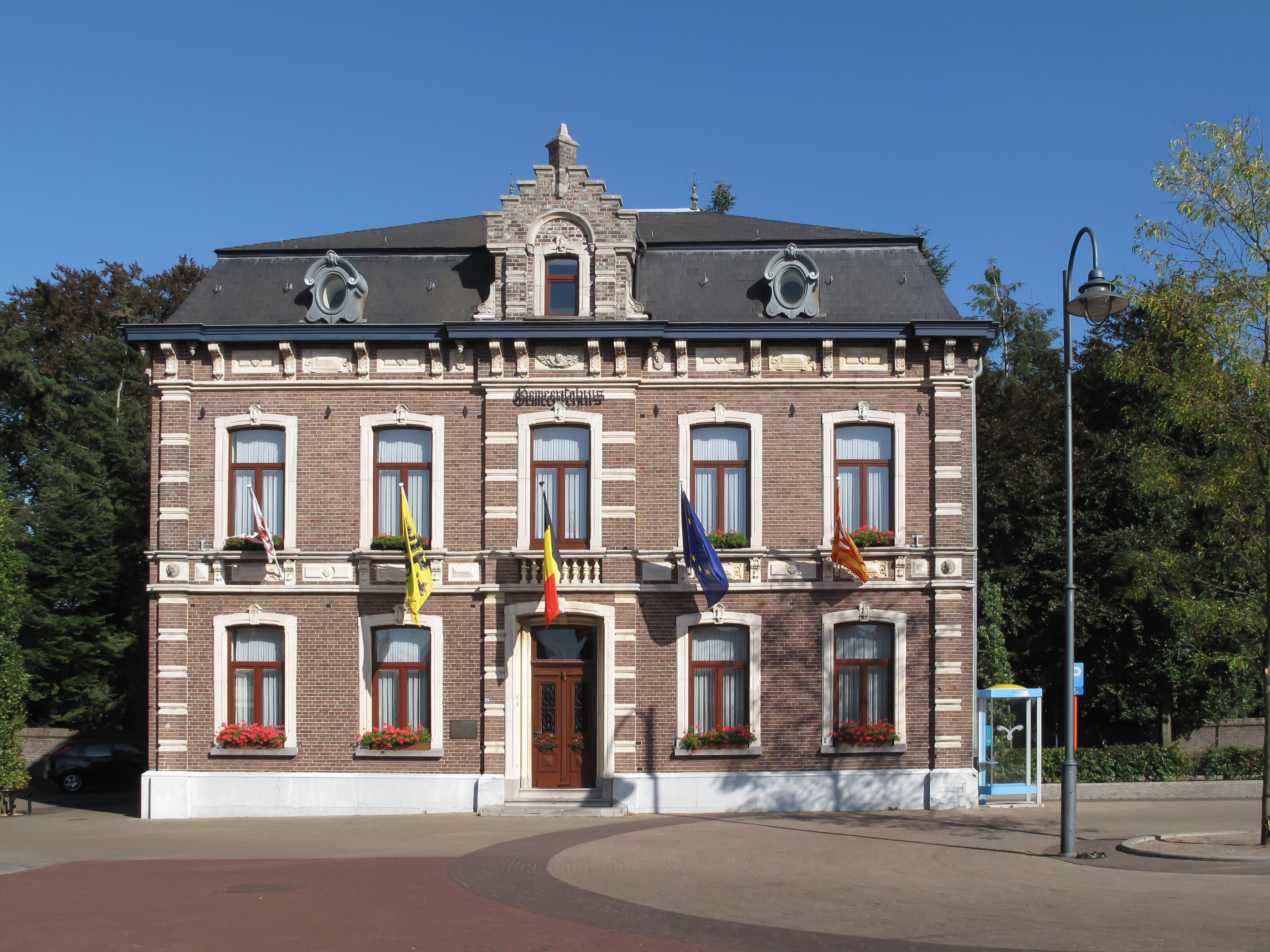
Teutenwoning Linders en later gemeentehuis
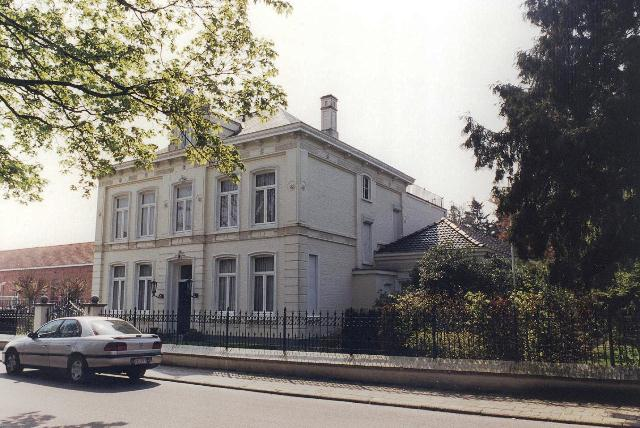
Teutenwoning Tielen
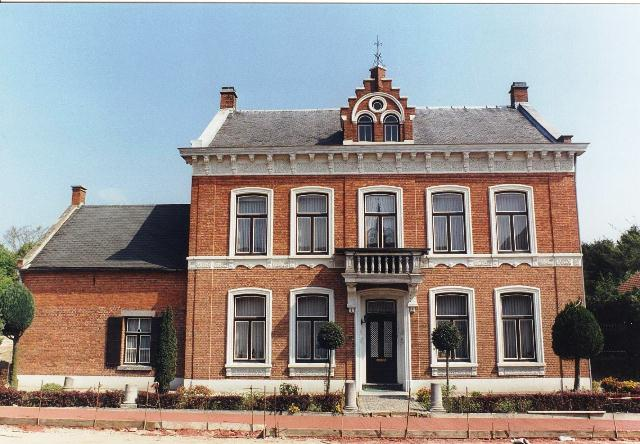
Teutenwoning Ceelen-Reyners
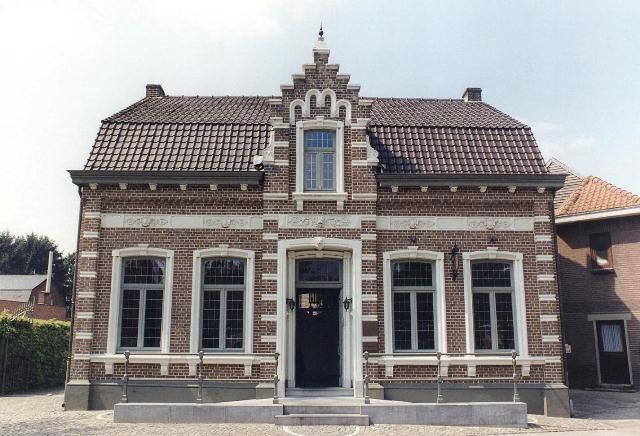
Teutenwoning Kerckhofs
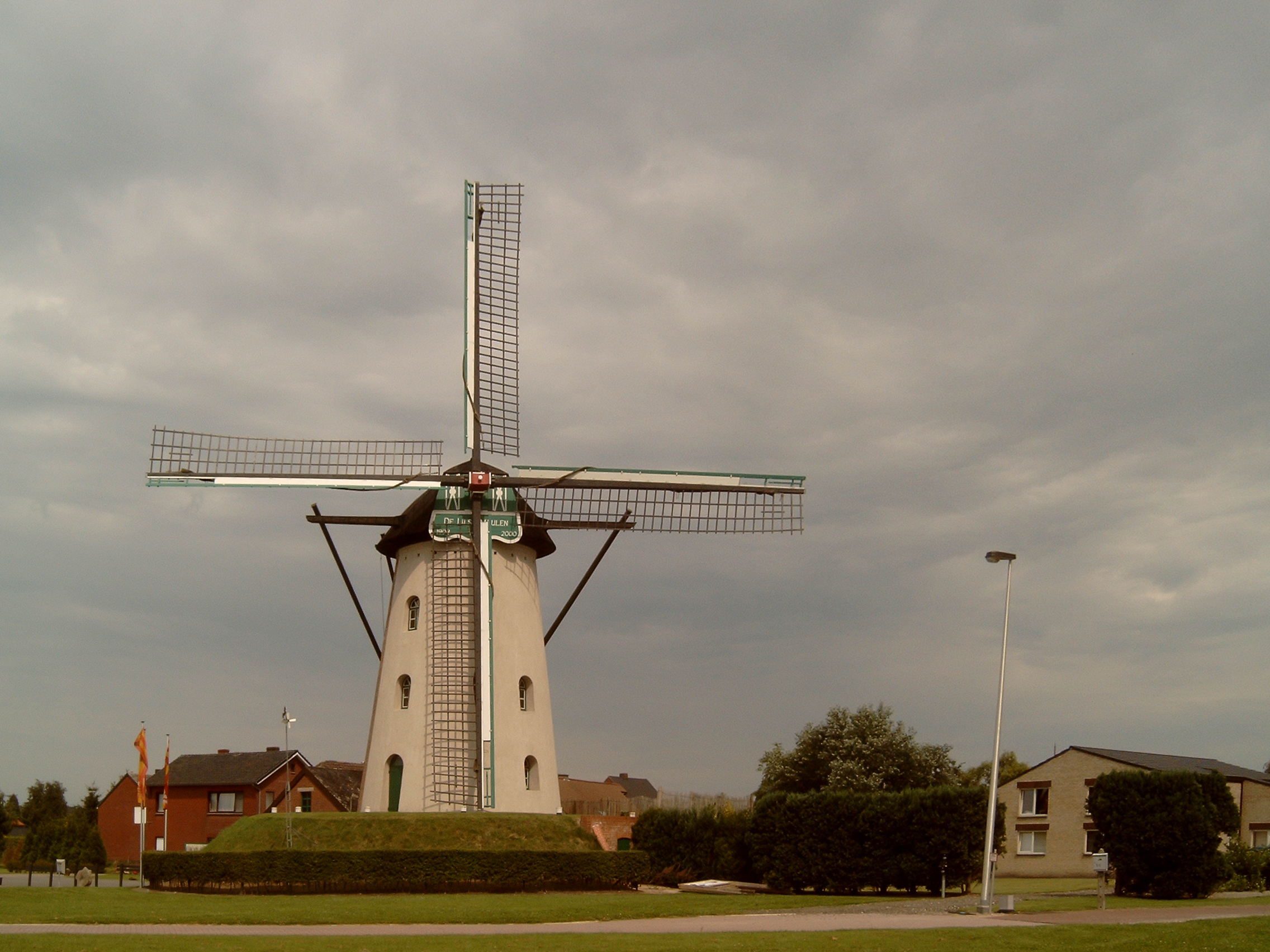
molen
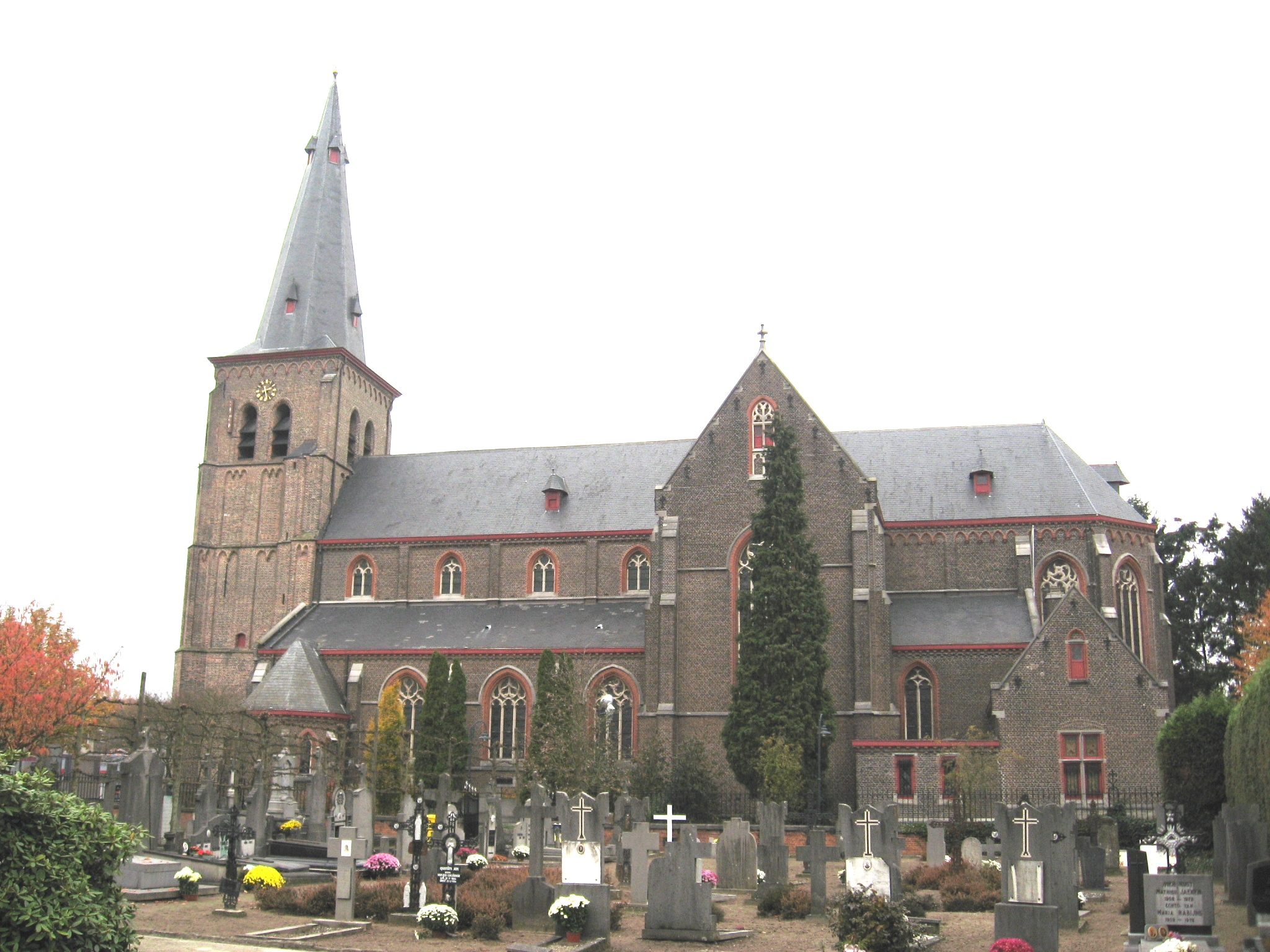
De Sint-Monulphus en Gondulphuskerk
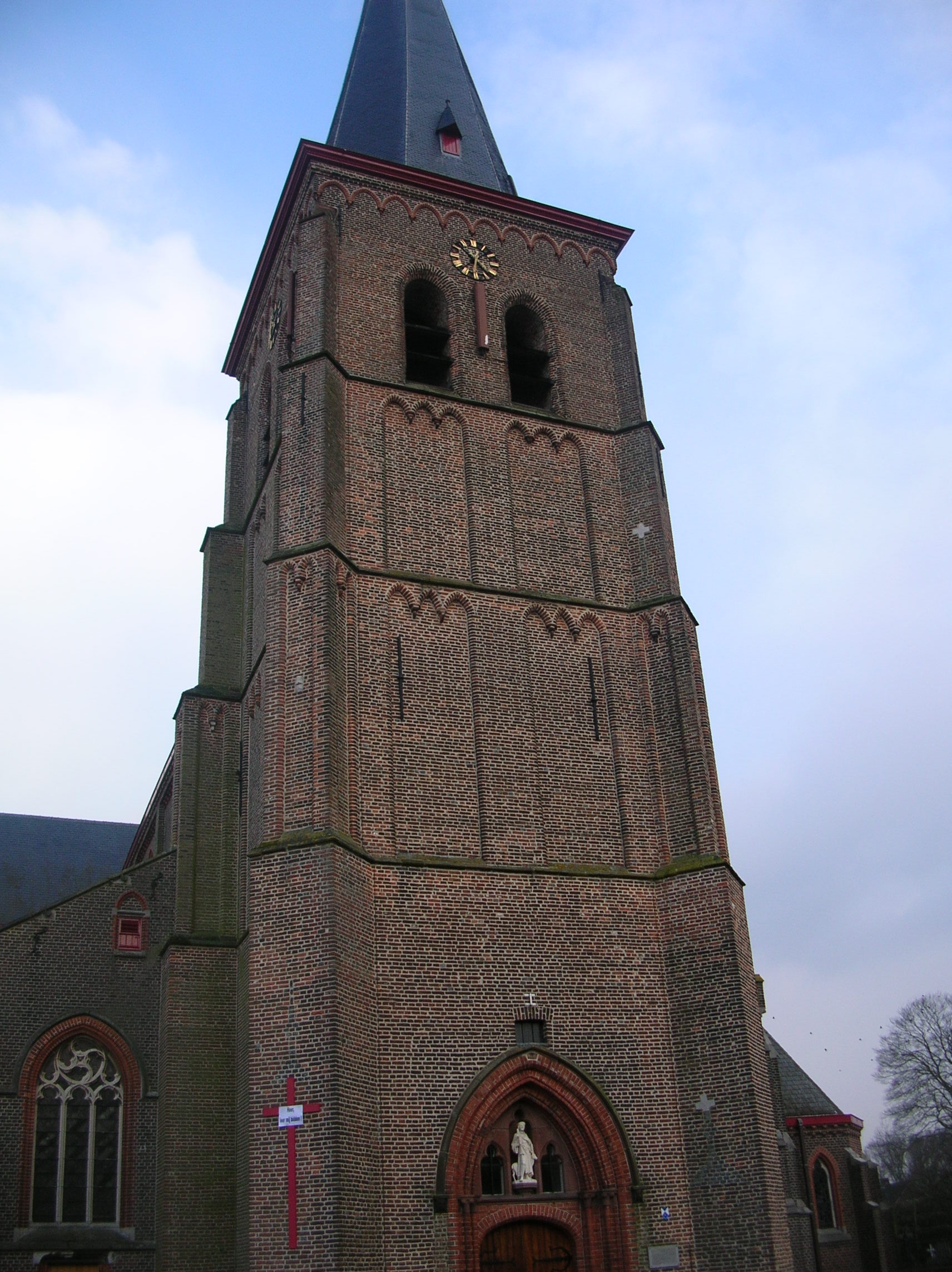
De kerk van Sint-Huibrechts-Lille
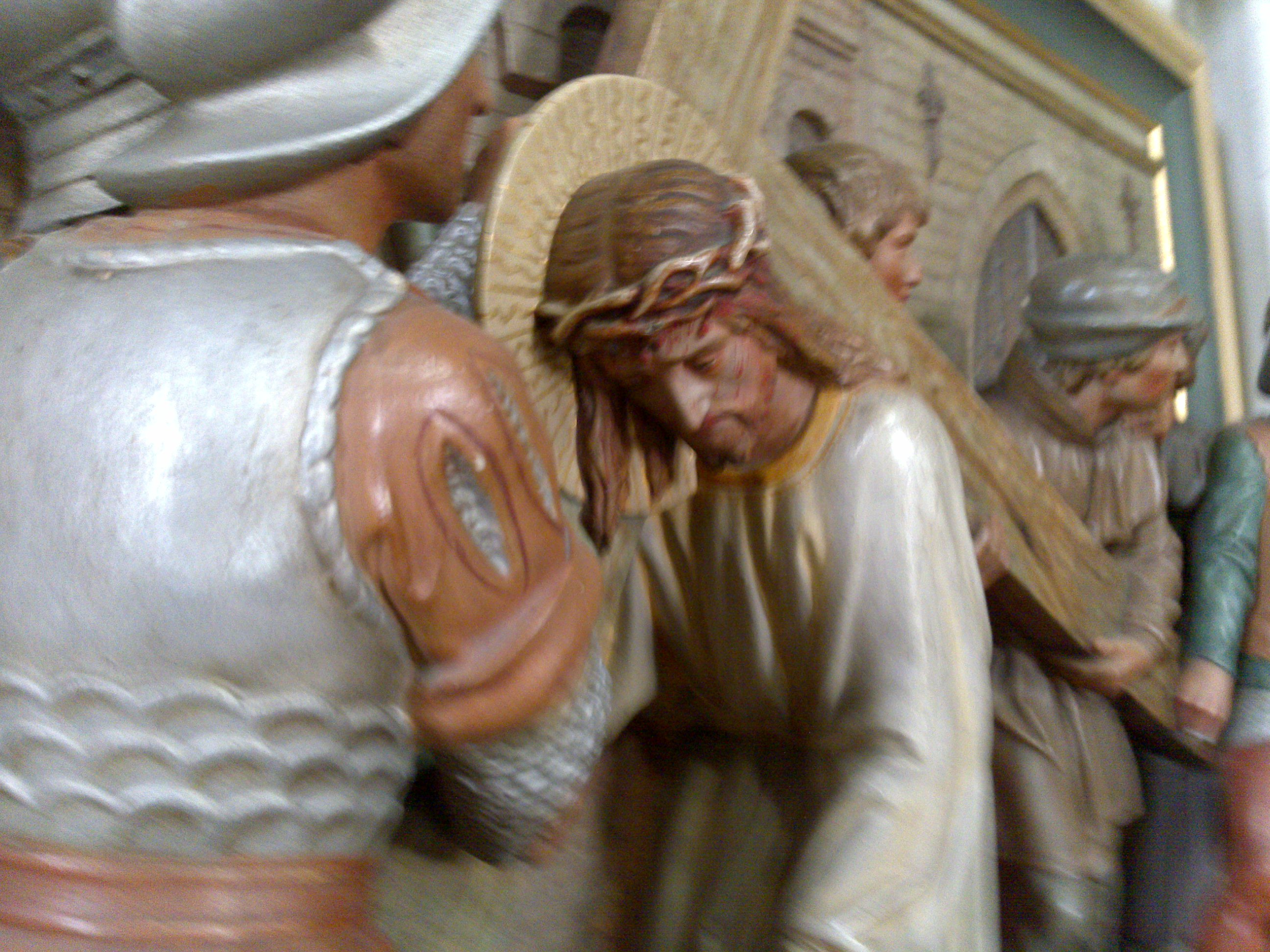
Detail kruiswegstatie St-Monulphus en Gondulphuskerk
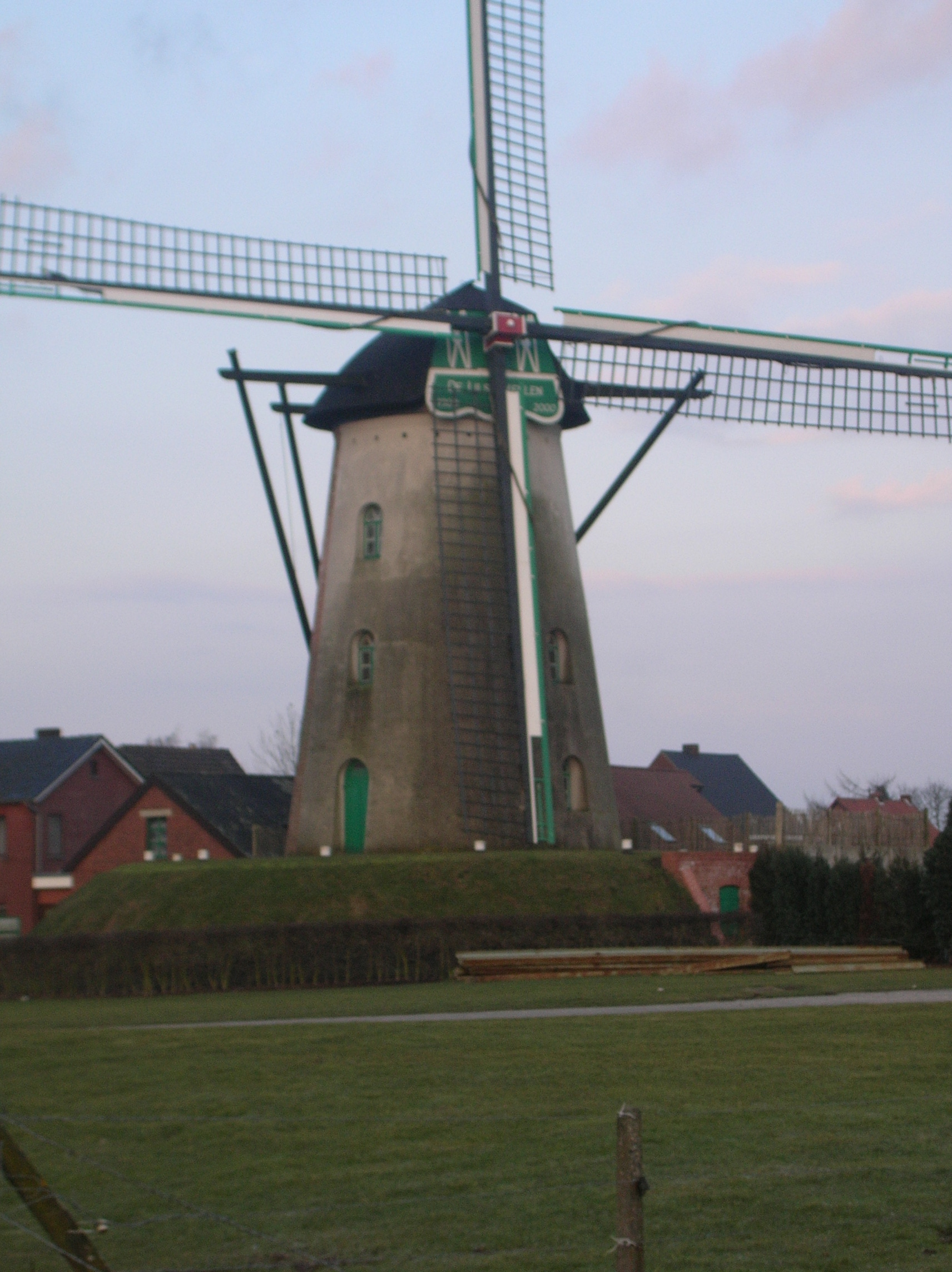
De molen van Sint-Huibrechts-Lille
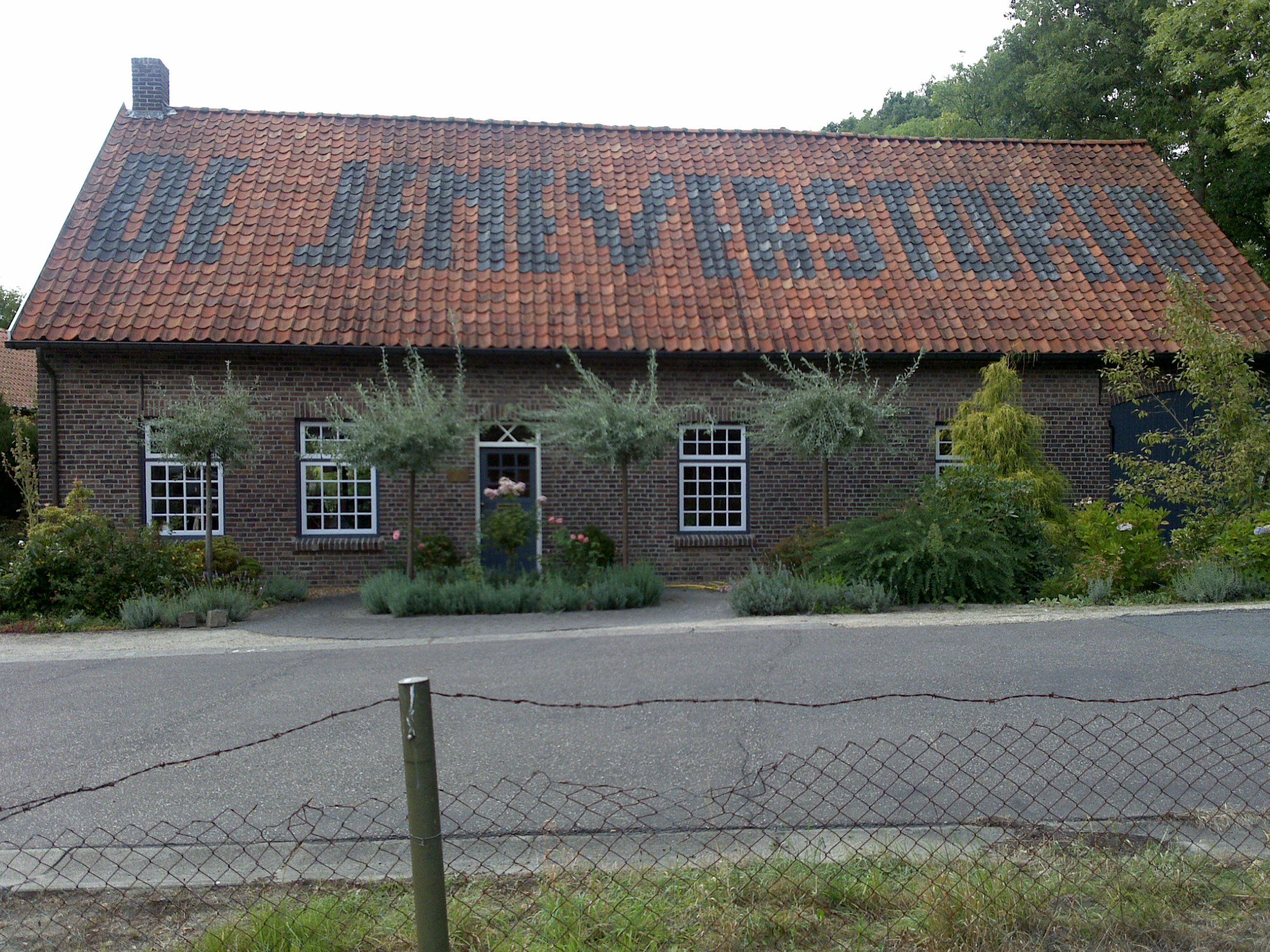
Het voormalig magazijn van de oude jeneverstokerij
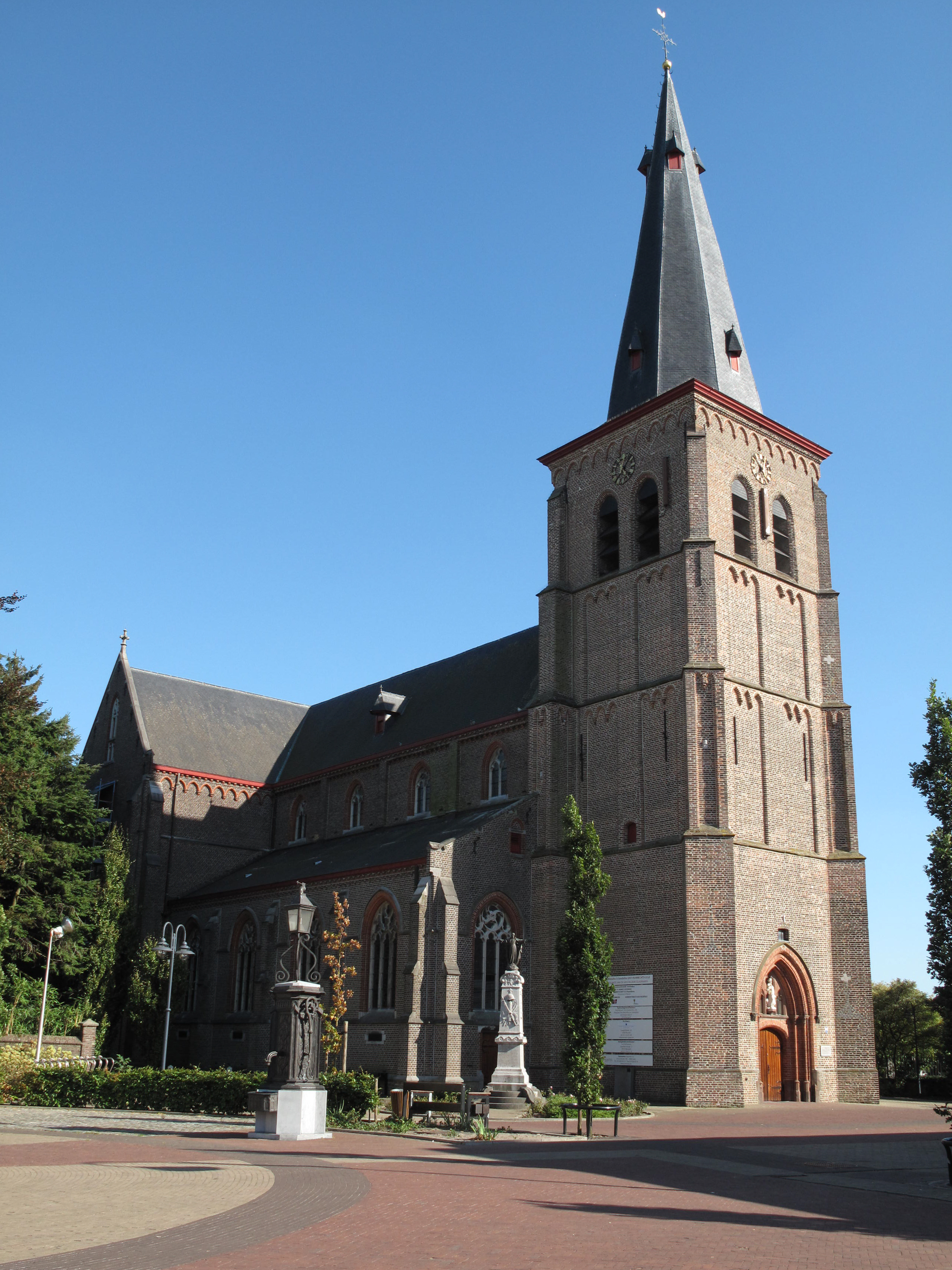
De Sint-Monulphus en Gondulphuskerk
- De kerk van Sint-Huibrechts-Lille
- Detail kruiswegstatie St-Monulphus en Gondulphuskerk
- De molen van Sint-Huibrechts-Lille
- Het voormalig magazijn van de oude jeneverstokerij

## Nabijgelegen kernen
Achel, Hamont, Kaulille, Neerpelt